# Козеева, Ирина Владимировна
Ирина Владимировна Козеева (9 января 1974, по-белорусски — Казеева) — советская и белорусская футболистка, полузащитница, белорусский футбольный тренер. Выступала за сборную Белоруссии.

## Биография
Воспитанница футбольного клуба «Надежда» (Могилёв), была игроком первого состава взрослой команды, сформированной в 1988 году. В 1990 году забила 10 голов и вошла в десятку лучших бомбардиров чемпионата СССР.
Чемпионка и обладательница Кубка Белоруссии 1992 и 1993 годов в составе могилёвской «Надежды». В 1996 году выступала в составе «Надежды», завоевала серебряную медаль Чемпионата Белоруссии. По окончании сезона вместе с другими тремя футболистками «Надежды» перешла в Кубаночку.
В 2002 году выступала в России за тольяттинскую «Ладу». Серебряный призёр чемпионата и обладательница Кубка России 2002 года. На следующий год играла за кисловодский «Энергетик-КМВ». Сезон 2004 года провела в Белоруссии в клубе «Бобруйчанка» и принимала участие в матчах еврокубков.
В 2005 году играла за российский клуб «Надежда» (Ногинск) и стала бронзовым призёром чемпионата. Сезон 2006 года снова провела в «Ладе», а в 2007 году играла за дебютанта высшей лиги России «СКА-Ростов-на-Дону». В 2008 году в очередной раз вернулась в «Ладу», проводившую сезон в первом дивизионе.
В 1989 году вызывалась в женскую сборную СССР.
По состоянию на 2012 год была тренером белорусского клуба высшей лиги «Виктория» (Вороново). Позднее работала в детской школе «Немана» (Гродно) с командами девочек. Принимала участие в матчах ветеранов.